# Radisson (Metro Montreal)

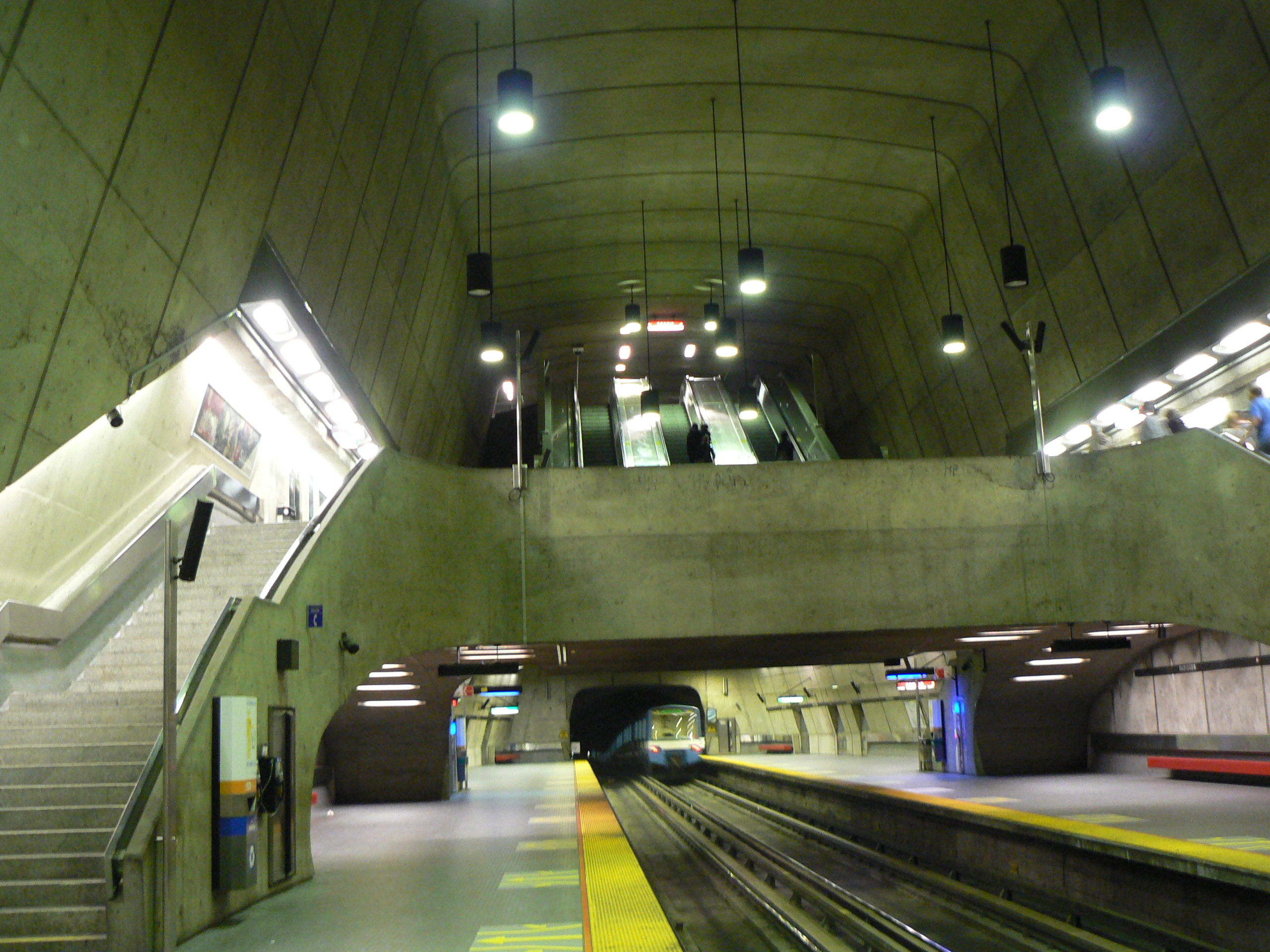
Blick auf die Bahnsteige und die Verteilerebene

Radisson ist eine U-Bahn-Station in Montreal. Sie befindet sich im Arrondissement Mercier–Hochelaga-Maisonneuve an der Kreuzung von Rue Sherbrooke und Rue Radisson. Hier verkehren Züge der grünen Linie 1. Im Jahr 2019 nutzten 3.960.175 Fahrgäste die Station, was dem 30. Rang unter den insgesamt 68 Stationen der Metro Montreal entspricht.

## Bauwerk

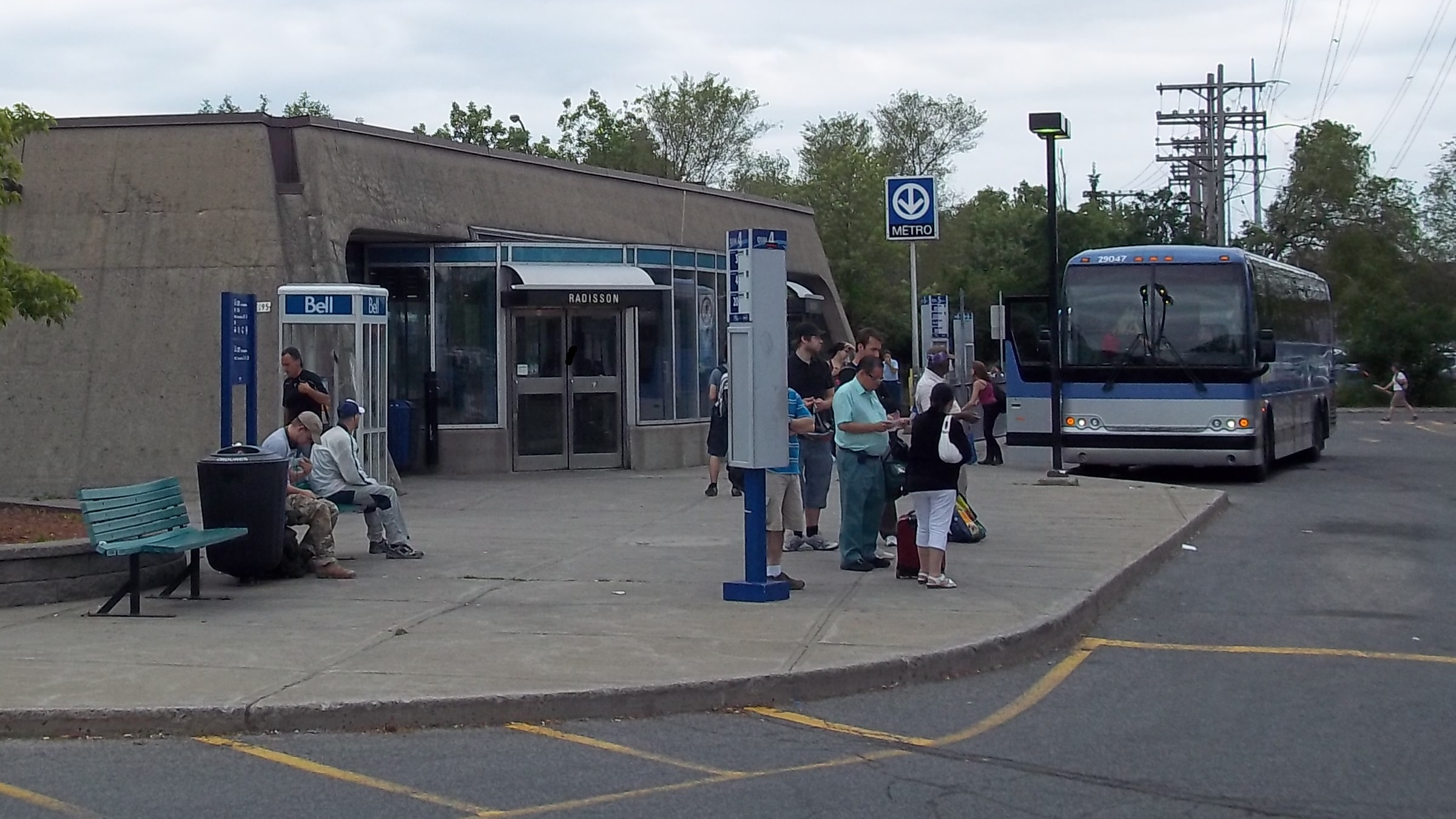
Nördlicher Eingangspavillon

Die vom Architekturbüro Papineau, Gérin-Lajoie, Le Blanc, Edwards entworfene Station entstand in offener Bauweise. Hauptmerkmal ist ein hohes zentrales Gewölbe mit einer brückenartig konstruierten Verteilerebene über den Gleisen. Im Allgemeinen herrschen runde Formen vor. Die beiden Eingangspavillons an der Oberfläche bestehen aus einer gläsernen Vorhangfassade unter einem massiven Betondach, gestützt von schrägen freistehenden Pfeilern.
In 17,4 Metern Tiefe befindet sich die Bahnsteigebene mit zwei Seitenbahnsteigen. Die Entfernungen zu den benachbarten Stationen, jeweils von Stationsende zu Stationsanfang gemessen, betragen 621,79 Meter bis Langelier und 716,99 Meter bis Honoré-Beaugrand. Unmittelbar neben der Station befindet sich ein Busbahnhof, der von der Autorité régionale de transport métropolitain (ARTM) betriebene Terminus Radisson. Von dort aus verkehren sieben Buslinien und zwei Nachtbuslinien der Société de transport de Montréal. Hinzu kommen ein Dutzend weitere Linien von exo in die Nachbargemeinden der Regionen Rive-Nord und Rive-Sud. Außerdem unterhält die ARTM eine Park-and-ride-Anlage mit 534 Parkplätzen.

## Geschichte
Die Eröffnung der Station erfolgte am 6. Juni 1976, zusammen mit dem Teilstück Frontenac–Honoré-Beaugrand der grünen Linie. Namensgeber ist die Rue Radisson, benannt nach dem französischen Entdecker Pierre-Esprit Radisson (1640–1710). Die Station diente als Kulisse für einige Szenen des Films Der Schakal (1997). Hierzu wurde die Beschilderung in Capitol Heights geändert, um die gleichnamige Station der Metro Washington in deren Blue Line darzustellen.